# Liste des députés allemands de l'Empire allemand (10e législature)
Les députés de la dixième législature du Bundestag sont les députés du Reichstag élus lors des élections législatives allemandes de 1898 pour la période 1898-1903.

## Liste des députés
| État                                      | District          | Circonscription | Élu                                      | Parti | Parti             |
| ----------------------------------------- | ----------------- | --- | ---------------------------------------- | ----- | ----------------- |
| Royaume de Prusse (Prusse-Orientale)      | Königsberg        | 01 (Memel-Heydekrug) | Jonas Smalakys                           |       | Litauer           |
| Royaume de Prusse (Prusse-Orientale)      | Königsberg        | 02 (Labiau-Wehlau) | Ludwig von Massow-Parnehnen              |       | DKP               |
| Royaume de Prusse (Prusse-Orientale)      | Königsberg        | 03 (Königsberg-Ville) | Hugo Haase                               |       | SPD               |
| Royaume de Prusse (Prusse-Orientale)      | Königsberg        | 04 (Fischhausen-Königsberg-Campagne) | August von Dönhoff                       |       | DKP               |
| Royaume de Prusse (Prusse-Orientale)      | Königsberg        | 05 (Heiligenbeil-Preußisch Eylau) | Louis von der Groeben                    |       | DKP               |
| Royaume de Prusse (Prusse-Orientale)      | Königsberg        | 06 (Braunsberg-Heilsberg) | Cölestin Krebs                           |       | ZEN               |
| Royaume de Prusse (Prusse-Orientale)      | Königsberg        | 07 (Preußisch Holland-Mohrungen) | Adolf zu Dohna-Schlodien                 |       | DKP               |
| Royaume de Prusse (Prusse-Orientale)      | Königsberg        | 08 (Osterode-Neidenburg) | Reinhard Weitzel von Mudersbach          |       | DKP               |
| Royaume de Prusse (Prusse-Orientale)      | Königsberg        | 09 (Allenstein-Rößel) | Eduard Herrmann                          |       | ZEN               |
| Royaume de Prusse (Prusse-Orientale)      | Königsberg        | 10 (Rastenburg-Friedland-Gerdauen) | Clemens von Klinckowstroem               |       | DKP               |
| Royaume de Prusse (Prusse-Orientale)      | Gumbinnen         | 01 (Tilsit-Niederung) | Rudolf Braesicke                         |       | FVp               |
| Royaume de Prusse (Prusse-Orientale)      | Gumbinnen         | 02 (Ragnit-Pillkallen) | Hans von Kanitz                          |       | DKP               |
| Royaume de Prusse (Prusse-Orientale)      | Gumbinnen         | 03 (Gumbinnen-Insterbourg) | Julius Mentz                             |       | DKP               |
| Royaume de Prusse (Prusse-Orientale)      | Gumbinnen         | 04 (Stallupönen-Goldap-Darkehmen) | Emil Victor von Sperber                  |       | DKP               |
| Royaume de Prusse (Prusse-Orientale)      | Gumbinnen         | 05 (Angerburg-Lötzen) | Ludwig von Staudy                        |       | DKP               |
| Royaume de Prusse (Prusse-Orientale)      | Gumbinnen         | 06 (Oletzko-Lyck-Johannisburg) | Udo de Stolberg-Wernigerode              |       | DKP               |
| Royaume de Prusse (Prusse-Orientale)      | Gumbinnen         | 07 (Sensburg-Ortelsbourg) | Julius von Queis                         |       | DKP               |
| Royaume de Prusse (Prusse-Occidentale)    | Dantzig           | 01 (Marienbourg-Elbing) | Bernhard von Puttkamer                   |       | DKP               |
| Royaume de Prusse (Prusse-Occidentale)    | Dantzig           | 02 (Dantzig-Haut-Dantzig-Bas) | Franz Doerksen                           |       | DRP               |
| Royaume de Prusse (Prusse-Occidentale)    | Dantzig           | 03 (Dantzig-Ville) | Heinrich Rickert                         |       | FVg               |
| Royaume de Prusse (Prusse-Occidentale)    | Dantzig           | 04 (Neustadt (Prusse-Occidentale)-Putzig-Karthaus) | Roman von Janta-Polczynski               |       | Pole              |
| Royaume de Prusse (Prusse-Occidentale)    | Dantzig           | 05 (Berent-Preußisch Stargard-Dirschau) | Anton Neubauer                           |       | Pole              |
| Royaume de Prusse (Prusse-Occidentale)    | Marienwerder      | 01 (Marienwerder-Stuhm) | Karl Witt                                |       | DRP               |
| Royaume de Prusse (Prusse-Occidentale)    | Marienwerder      | 02 (Rosenberg (Prusse-Occidentale)-Löbau-en-Prusse-Occidentale (de)) | Eckart von Bonin                         |       | DRP               |
| Royaume de Prusse (Prusse-Occidentale)    | Marienwerder      | 03 (Graudenz-Strasbourg (Prusse-Occidentale)) | Julius Sieg                              |       | NLP               |
| Royaume de Prusse (Prusse-Occidentale)    | Marienwerder      | 04 (Thorn-Kulm-Briesen) | Ferdinand Graßmann                       |       | NLP               |
| Royaume de Prusse (Prusse-Occidentale)    | Marienwerder      | 05 (Schwetz) | Otto Holtz                               |       | DRP               |
| Royaume de Prusse (Prusse-Occidentale)    | Marienwerder      | 06 (Konitz-Tuchel) | Wladislaus von Wolszlegier               |       | Pole              |
| Royaume de Prusse (Prusse-Occidentale)    | Marienwerder      | 07 (Schlochau-Flatow) | Robert Hilgendorff                       |       | DKP               |
| Royaume de Prusse (Prusse-Occidentale)    | Marienwerder      | 08 (Deutsch-Krone) | Karl von Gamp-Massaunen                  |       | DRP               |
| Royaume de Prusse (Berlin)                | Berlin            | 01 (Alt-Berlin-Cölln-Friedrichswerder-Dorotheenstadt-Friedrichstadt-Nord) | Paul Langerhans                          |       | FVp               |
| Royaume de Prusse (Berlin)                | Berlin            | 02 (Schöneberger Vorstadt-Friedrichsvorstadt-Tempelhofer Vorstadt-Friedrichstadt-Sud) | Robert Kreitling                         |       | FVp               |
| Royaume de Prusse (Berlin)                | Berlin            | 03 (Luisenstadt-Neu-Cölln) | Wolfgang Heine                           |       | SPD               |
| Royaume de Prusse (Berlin)                | Berlin            | 04 (Luisenstadt-Stralauer Vorstadt-Königsstadt-Est) | Paul Singer                              |       | SPD               |
| Royaume de Prusse (Berlin)                | Berlin            | 05 (Spandauer Vorstadt-Friedrich-Wilhelm-Stadt-Königsstadt-Ouest) | Hermann Zwick                            |       | FVp               |
| Royaume de Prusse (Berlin)                | Berlin            | 06 (Wedding-Gesundbrunnen-Moabit-Oranienburger Vorstadt-Rosenthaler Vorstadt) | Wilhelm Liebknecht                       |       | SPD               |
| Royaume de Prusse (Brandebourg)           | Potsdam           | 01 (Prignitz-de-l'Ouest) | Hans Stubbendorff                        |       | DRP               |
| Royaume de Prusse (Brandebourg)           | Potsdam           | 02 (Prignitz-de-l'Est) | Sigismund von Dallwitz                   |       | DKP               |
| Royaume de Prusse (Brandebourg)           | Potsdam           | 03 (Ruppin-Templin) | Hermann Dietrich                         |       | DKP               |
| Royaume de Prusse (Brandebourg)           | Potsdam           | 04 (Prenzlau-Angermünde) | Ulrich von Winterfeldt                   |       | DKP               |
| Royaume de Prusse (Brandebourg)           | Potsdam           | 05 (Haut-Barnim) | Moritz Pauli                             |       | DRP               |
| Royaume de Prusse (Brandebourg)           | Potsdam           | 06 (Bas-Barnim-Lichtenberg) | Arthur Stadthagen                        |       | SPD               |
| Royaume de Prusse (Brandebourg)           | Potsdam           | 07 (Potsdam-Havelland-de-l'Est-Spandau) | August Pauli                             |       | DKP               |
| Royaume de Prusse (Brandebourg)           | Potsdam           | 08 (Brandebourg-sur-la-Havel-Havelland-de-l'Ouest) | Friedrich Wilhelm von Loebell            |       | DKP               |
| Royaume de Prusse (Brandebourg)           | Potsdam           | 09 (Zauch-Belzig-Jüterbog-Luckenwalde) | Hermann Kropatscheck                     |       | DKP               |
| Royaume de Prusse (Brandebourg)           | Potsdam           | 10 (Teltow-Beeskow-Storkow-Charlottenbourg-Schöneberg-Neukölln-Wilmersdorf) | Fritz Zubeil                             |       | SPD               |
| Royaume de Prusse (Brandebourg)           | Francfort         | 01 (Arnswalde-Friedeberg) | Hermann Ahlwardt                         |       | Antisémite (AVP)  |
| Royaume de Prusse (Brandebourg)           | Francfort         | 02 (Landsberg-sur-la-Warthe-Soldin) | Karl Schrader                            |       | FVg               |
| Royaume de Prusse (Brandebourg)           | Francfort         | 03 (Königsberg) | Albert von Levetzow                      |       | DKP               |
| Royaume de Prusse (Brandebourg)           | Francfort         | 04 (Francfort-sur-l'Oder-Lebus) | Gustav Haake                             |       | DRP               |
| Royaume de Prusse (Brandebourg)           | Francfort         | 05 (Sternberg-Est-Sternberg-Ouest) | Karl von Waldow und Reitzenstein         |       | DKP               |
| Royaume de Prusse (Brandebourg)           | Francfort         | 06 (Züllichau-Schwiebus-Crossen-sur-l'Oder) | Clemens Fahle                            |       | FVg               |
| Royaume de Prusse (Brandebourg)           | Francfort         | 07 (Guben-Lübben) | Heinrich zu Schoenaich-Carolath          |       | NLP               |
| Royaume de Prusse (Brandebourg)           | Francfort         | 08 (Sorau-Forst) | Wilhelm Klees                            |       | SPD               |
| Royaume de Prusse (Brandebourg)           | Francfort         | 09 (Cottbus-Spremberg) | Otto Antrick                             |       | SPD               |
| Royaume de Prusse (Brandebourg)           | Francfort         | 10 (Calau-Luckau) | Adolf Wilhelm Henning                    |       | DKP               |
| Royaume de Prusse (Poméranie)             | Stettin           | 01 (Demmin-Anklam) | Hans von Schwerin-Löwitz                 |       | DKP               |
| Royaume de Prusse (Poméranie)             | Stettin           | 02 (Ueckermünde-Usedom-Wollin) | Max Gaulke                               |       | FVg               |
| Royaume de Prusse (Poméranie)             | Stettin           | 03 (Randow-Greifenhagen) | Heinrich von Manteuffel                  |       | DKP               |
| Royaume de Prusse (Poméranie)             | Stettin           | 04 (Stettin) | Max Broemel                              |       | FVg               |
| Royaume de Prusse (Poméranie)             | Stettin           | 05 (Pyritz-Saatzig) | Conrad von Wangenheim                    |       | BDL               |
| Royaume de Prusse (Poméranie)             | Stettin           | 06 (Naugard-Regenwalde) | Hermann von Dewitz                       |       | DKP               |
| Royaume de Prusse (Poméranie)             | Stettin           | 07 (Greifenberg-Cammin) | Oskar von Normann                        |       | DKP               |
| Royaume de Prusse (Poméranie)             | Köslin            | 01 (Stolp-Lauenbourg) | Arthur Will                              |       | DKP               |
| Royaume de Prusse (Poméranie)             | Köslin            | 02 (Bütow-Rummelsburg-Schlawe) | Wilhelm Steinhauer                       |       | FVg               |
| Royaume de Prusse (Poméranie)             | Köslin            | 03 (Köslin-Colberg-Cörlin-Bublitz) | Karl Firzlaff                            |       | DKP               |
| Royaume de Prusse (Poméranie)             | Köslin            | 04 (Belgard-sur-la-Persante-Schivelbein-Dramburg) | Eugen von Brockhausen                    |       | DKP               |
| Royaume de Prusse (Poméranie)             | Köslin            | 05 (Neustettin) | Bogislav von Bonin                       |       | DKP               |
| Royaume de Prusse (Poméranie)             | Stralsund         | 01 (Rügen-Stralsund-Franzburg) | Friedrich Ernst von Langen               |       | DKP               |
| Royaume de Prusse (Poméranie)             | Stralsund         | 02 (Greifswald-Grimmen) | Friedrich Karl von Bismarck-Bohlen       |       | DKP               |
| Royaume de Prusse (Posnanie)              | Posen             | 01 (Posen) | Stanislaus Motty                         |       | Pole              |
| Royaume de Prusse (Posnanie)              | Posen             | 02 (Samter-Birnbaum-Obornik-Schwerin-sur-la-Warthe) | Hektor von Kwilecki                      |       | Pole              |
| Royaume de Prusse (Posnanie)              | Posen             | 03 (Meseritz-Bomst) | Stephan von Dziembowski-Bomst            |       | DRP               |
| Royaume de Prusse (Posnanie)              | Posen             | 04 (Buk-Schmiegel-Kosten) | Stephan Cegielski                        |       | Pole              |
| Royaume de Prusse (Posnanie)              | Posen             | 05 (Gostyn-Rawitsch) | Idzizlaw Czartoryski                     |       | Pole              |
| Royaume de Prusse (Posnanie)              | Posen             | 06 (Fraustadt-Lissa) | Anton Tasch                              |       | ZEN               |
| Royaume de Prusse (Posnanie)              | Posen             | 07 (Schrimm-Schroda) | Josef von Glebocki                       |       | Pole              |
| Royaume de Prusse (Posnanie)              | Posen             | 08 (Wreschen-Pleschen-Jarotschin) | Sigismund von Dziembowski-Pomian         |       | Pole              |
| Royaume de Prusse (Posnanie)              | Posen             | 09 (Krotoschin-Koschmin) | Ludwig von Jazdzewski                    |       | Pole              |
| Royaume de Prusse (Posnanie)              | Posen             | 10 (Adelnau-Schildberg-Ostrowo-Kempen-en-Posnanie) | Ferdinand von Radziwill                  |       | Pole              |
| Royaume de Prusse (Posnanie)              | Bromberg          | 01 (Czarnikau-Filehne-Colmar-en-Posnanie) | Albert Ernst                             |       | FVg               |
| Royaume de Prusse (Posnanie)              | Bromberg          | 02 (Wirsitz-Schubin-Znin) | Leon von Czarlinski                      |       | Pole              |
| Royaume de Prusse (Posnanie)              | Bromberg          | 03 (Bromberg) | Christoph von Tiedemann                  |       | DRP               |
| Royaume de Prusse (Posnanie)              | Bromberg          | 04 (Hohensalza-Mogilno-Strelno) | Josef Krzyminski                         |       | Pole              |
| Royaume de Prusse (Posnanie)              | Bromberg          | 05 (Gnesen-Wongrowitz-Witkowo) | Roman von Komierowski                    |       | Pole              |
| Royaume de Prusse (Silésie)               | Breslau           | 01 (Guhrau-Steinau-Wohlau) | Friedrich von Carmer-Osten               |       | DKP               |
| Royaume de Prusse (Silésie)               | Breslau           | 02 (Militsch-Trebnitz) | Heinrich von Salisch                     |       | DKP               |
| Royaume de Prusse (Silésie)               | Breslau           | 03 (Groß Wartenberg-Œls) | Wilhelm von Kardorff                     |       | DRP               |
| Royaume de Prusse (Silésie)               | Breslau           | 04 (Namslau-Brieg) | Fedor von Spiegel                        |       | DKP               |
| Royaume de Prusse (Silésie)               | Breslau           | 05 (Ohlau-Strehlen-Nimptsch) | Robert Rother                            |       | DKP               |
| Royaume de Prusse (Silésie)               | Breslau           | 06 (Breslau-Est) | Franz Tutzauer                           |       | SPD               |
| Royaume de Prusse (Silésie)               | Breslau           | 07 (Breslau-Ouest) | Bruno Schönlank                          |       | SPD               |
| Royaume de Prusse (Silésie)               | Breslau           | 08 (Neumarkt-Breslau-Campagne) | Friedrich zu Limburg Stirum              |       | DKP               |
| Royaume de Prusse (Silésie)               | Breslau           | 09 (Striegau-Schweidnitz) | Karl von Richthofen-Damsdorf             |       | DKP               |
| Royaume de Prusse (Silésie)               | Breslau           | 10 (Waldenburg) | Hermann Sachse                           |       | SPD               |
| Royaume de Prusse (Silésie)               | Breslau           | 11 (Reichenbach-Neurode) | Anton Franz von Magnis                   |       | ZEN               |
| Royaume de Prusse (Silésie)               | Breslau           | 12 (Glatz-Habelschwerdt) | Franz Hartmann                           |       | ZEN               |
| Royaume de Prusse (Silésie)               | Breslau           | 13 (Frankenstein-Münsterberg) | Adolph Langer                            |       | ZEN               |
| Royaume de Prusse (Silésie)               | Oppeln            | 01 (Kreuzburg-Rosenberg-en-Haute-Silésie) | Christian-Kraft de Hohenlohe-Öhringen    |       | DKP               |
| Royaume de Prusse (Silésie)               | Oppeln            | 02 (Oppeln) | Julius Szmula                            |       | ZEN               |
| Royaume de Prusse (Silésie)               | Oppeln            | 03 (Groß Strehlitz-Cosel) | Joseph Glowatzki                         |       | ZEN               |
| Royaume de Prusse (Silésie)               | Oppeln            | 04 (Lublinitz-Tost-Gleiwitz) | Franz von Ballestrem                     |       | ZEN               |
| Royaume de Prusse (Silésie)               | Oppeln            | 05 (Beuthen-Tarnowitz) | Bernhard Karl Stephan                    |       | ZEN               |
| Royaume de Prusse (Silésie)               | Oppeln            | 06 (Kattowitz-Zabrze) | Paul Letocha                             |       | ZEN               |
| Royaume de Prusse (Silésie)               | Oppeln            | 07 (Pless-Rybnik) | Joseph Faltin                            |       | ZEN               |
| Royaume de Prusse (Silésie)               | Oppeln            | 08 (Ratibor) | Wilhelm Frank                            |       | ZEN               |
| Royaume de Prusse (Silésie)               | Oppeln            | 09 (Leobschütz) | Florian Klose                            |       | ZEN               |
| Royaume de Prusse (Silésie)               | Oppeln            | 10 (Neustadt-en-Haute-Silésie) | Franz Strzoda                            |       | ZEN               |
| Royaume de Prusse (Silésie)               | Oppeln            | 11 (Falkenberg-en-Haute-Silésie-Grottkau) | Alfred Hubrich                           |       | ZEN               |
| Royaume de Prusse (Silésie)               | Oppeln            | 12 (Neisse) | Albert Horn                              |       | ZEN               |
| Royaume de Prusse (Silésie)               | Liegnitz          | 01 (Grünberg-Freystadt) | August Munckel                           |       | FVp               |
| Royaume de Prusse (Silésie)               | Liegnitz          | 02 (Sagan-Sprottau) | Hermann Müller-Sagan                     |       | FVp               |
| Royaume de Prusse (Silésie)               | Liegnitz          | 03 (Glogau) | August Hoffmeister                       |       | FVg               |
| Royaume de Prusse (Silésie)               | Liegnitz          | 04 (Lüben-Bunzlau) | Philipp Schmieder                        |       | FVp               |
| Royaume de Prusse (Silésie)               | Liegnitz          | 05 (Löwenberg) | Julius Kopsch                            |       | FVp               |
| Royaume de Prusse (Silésie)               | Liegnitz          | 06 (Liegnitz-Goldberg-Haynau) | Gustav Kauffmann                         |       | FVp               |
| Royaume de Prusse (Silésie)               | Liegnitz          | 07 (Landeshut-Jauer-Bolkenhain) | Otto Hermes                              |       | FVp               |
| Royaume de Prusse (Silésie)               | Liegnitz          | 08 (Schönau-Hirschberg) | Carl Blell                               |       | FVp               |
| Royaume de Prusse (Silésie)               | Liegnitz          | 09 (Görlitz-Lauban) | Erwin Lüders                             |       | FVp               |
| Royaume de Prusse (Silésie)               | Liegnitz          | 10 (Rothenburg-Hoyerswerda) | Traugott Hermann von Arnim-Muskau        |       | DRP               |
| Royaume de Prusse (Saxe)                  | Magdebourg        | 01 (Salzwedel-Gardelegen) | Jordan von Kröcher                       |       | DKP               |
| Royaume de Prusse (Saxe)                  | Magdebourg        | 02 (Stendal-Osterburg) | Ernst Himburg                            |       | DKP               |
| Royaume de Prusse (Saxe)                  | Magdebourg        | 03 (Jerichow I-Jerichow II) | Herbert von Bismarck                     |       | DKP               |
| Royaume de Prusse (Saxe)                  | Magdebourg        | 04 (Magdebourg) | Wilhelm Pfannkuch                        |       | SPD               |
| Royaume de Prusse (Saxe)                  | Magdebourg        | 05 (Neuhaldensleben-Wolmirstedt) | Jacob Hosang                             |       | NLP               |
| Royaume de Prusse (Saxe)                  | Magdebourg        | 06 (Wanzleben) | Carl Heiligenstadt                       |       | NLP               |
| Royaume de Prusse (Saxe)                  | Magdebourg        | 07 (Aschersleben-Quedlinbourg-Calbe-sur-la-Saale) | Albert Schmidt                           |       | SPD               |
| Royaume de Prusse (Saxe)                  | Magdebourg        | 08 (Halberstadt-Oschersleben-Wernigerode) | Hans Rimpau                              |       | NLP               |
| Royaume de Prusse (Saxe)                  | Mersebourg        | 01 (Liebenwerda-Torgau) | Gustav Knörcke                           |       | FVp               |
| Royaume de Prusse (Saxe)                  | Mersebourg        | 02 (Schweinitz-Wittemberg) | Georg Siemens                            |       | FVg               |
| Royaume de Prusse (Saxe)                  | Mersebourg        | 03 (Bitterfeld-Delitzsch) | Louis Bauermeister                       |       | DRP               |
| Royaume de Prusse (Saxe)                  | Mersebourg        | 04 (Halle-sur-Saale-la Saale) | Fritz Kunert                             |       | SPD               |
| Royaume de Prusse (Saxe)                  | Mersebourg        | 05 (Mansfeld-Lac-Mansfeld-Montagne) | Otto Arendt                              |       | DRP               |
| Royaume de Prusse (Saxe)                  | Mersebourg        | 06 (Sangerhausen-Eckartsberga) | Karl Scherre                             |       | DRP               |
| Royaume de Prusse (Saxe)                  | Mersebourg        | 07 (Querfurt-Mersebourg) | Franz Carl Ritter                        |       | FVp               |
| Royaume de Prusse (Saxe)                  | Mersebourg        | 08 (Naumbourg-Weißenfels-Zeitz) | Friedrich Adolf Thiele                   |       | SPD               |
| Royaume de Prusse (Saxe)                  | Erfurt            | 01 (Comté d'Hohenstein) | Otto Wiemer                              |       | FVp               |
| Royaume de Prusse (Saxe)                  | Erfurt            | 02 (Heiligenstadt-Worbis) | Josef von Strombeck                      |       | ZEN               |
| Royaume de Prusse (Saxe)                  | Erfurt            | 03 (Muhlouse-Langensalza-Weißensee) | Richard Eickhoff                         |       | FVp               |
| Royaume de Prusse (Saxe)                  | Erfurt            | 04 (Erfurt-Schleusingen-Ziegenrück) | Johannes Jacobskötter                    |       | DKP               |
| Royaume de Prusse (Schleswig-Holstein)    |                   | 01 (Hadersleben-Sonderburg) | Gustav Johannsen                         |       | Däne              |
| Royaume de Prusse (Schleswig-Holstein)    |                   | 02 (Apenrade-Flensbourg) | Friedrich Raab                           |       | Antisémite (DSRP) |
| Royaume de Prusse (Schleswig-Holstein)    |                   | 03 (Schleswig-Eckernförde) | Adolf Jacobsen                           |       | FVp               |
| Royaume de Prusse (Schleswig-Holstein)    |                   | 04 (Tondern-Husum-Eiderstedt) | Gert Tönnies                             |       | NLP               |
| Royaume de Prusse (Schleswig-Holstein)    |                   | 05 (Dithmarse-du-Nord-Dithmarse-du-Sud-Steinburg) | Hermann Kahlcke                          |       | NLP               |
| Royaume de Prusse (Schleswig-Holstein)    |                   | 06 (Pinneberg-Segeberg) | Adolph von Elm                           |       | SPD               |
| Royaume de Prusse (Schleswig-Holstein)    |                   | 07 (Kiel-Rendsburg) | Albert Hänel                             |       | FVg               |
| Royaume de Prusse (Schleswig-Holstein)    |                   | 08 (Altona-Stormarn) | Karl Frohme                              |       | SPD               |
| Royaume de Prusse (Schleswig-Holstein)    |                   | 09 (Oldenbourg-en-Holstein-Plön) | Hermann Stockmann                        |       | DRP               |
| Royaume de Prusse (Schleswig-Holstein)    |                   | 10 (Duché de Lauenbourg) | Andreas von Bernstorff                   |       | DRP               |
| Royaume de Prusse (Hanovre)               |                   | 01 (Emden-Norden-Weener) | Folkmar Franzius                         |       | NLP               |
| Royaume de Prusse (Hanovre)               |                   | 02 (Aurich-Wittmund-Leer) | Ernst Kruse                              |       | NLP               |
| Royaume de Prusse (Hanovre)               |                   | 03 (Meppen-Lingen-Bentheim-Aschendorf-Hümmling) | Carl Brandenburg                         |       | ZEN               |
| Royaume de Prusse (Hanovre)               |                   | 04 (Osnabrück-Bersenbrück-Iburg) | Balduin von Schele                       |       | DHP               |
| Royaume de Prusse (Hanovre)               |                   | 05 (Melle-Diepholz-Wittlage-Sulingen-Stolzenau) | Werner von Arnswaldt                     |       | DHP               |
| Royaume de Prusse (Hanovre)               |                   | 06 (Syke-Verden-Hoya-Achim) | Hermann von Arnswaldt                    |       | DHP               |
| Royaume de Prusse (Hanovre)               |                   | 07 (Nienburg-Neustadt am Rübenberge-Fallingbostel) | Georg von der Decken                     |       | DHP               |
| Royaume de Prusse (Hanovre)               |                   | 08 (Hanovre) | Heinrich Meister                         |       | SPD               |
| Royaume de Prusse (Hanovre)               |                   | 09 (Hamelin-Linden-Springe) | Heinrich Hische                          |       | NLP               |
| Royaume de Prusse (Hanovre)               |                   | 10 (Hildesheim-Marienburg-Alfeld-sur-la-Leine-Gronau) | Hermann von Hodenberg                    |       | DHP               |
| Royaume de Prusse (Hanovre)               |                   | 11 (Einbeck-Northeim-Osterode am Harz-Uslar) | Albert Harriehausen                      |       | BDL               |
| Royaume de Prusse (Hanovre)               |                   | 12 (Göttingen-Duderstadt-Münden) | Karl Götz von Olenhusen                  |       | DHP               |
| Royaume de Prusse (Hanovre)               |                   | 13 (Goslar-Zellerfeld-Ilfeld) | Hermann Horn                             |       | NLP               |
| Royaume de Prusse (Hanovre)               |                   | 14 (Gifhorn-Celle-Peine-Burgdorf) | Ernst August von Hammerstein             |       | DHP               |
| Royaume de Prusse (Hanovre)               |                   | 15 (Lüchow-Uelzen-Dannenberg-Bleckede-Isenhagen) | Berthold von Bernstorff                  |       | DHP               |
| Royaume de Prusse (Hanovre)               |                   | 16 (Lunebourg-Soltau-Winsen) | Adolf von Wangenheim-Wake                |       | DHP               |
| Royaume de Prusse (Hanovre)               |                   | 17 (Harbourg-Rotenbourg-en-Hanovre-Zeven) | Johann Depken                            |       | NLP               |
| Royaume de Prusse (Hanovre)               |                   | 18 (Stade-Geestemünde-Bremervörde-Osterholz-Blumenthal) | Carl Sattler                             |       | NLP               |
| Royaume de Prusse (Hanovre)               |                   | 19 (Neuhaus-sur-l'Oste-Hadeln-Lehe-Kehdingen-Jork) | Diederich Hahn                           |       | BDL               |
| Royaume de Prusse (Westphalie)            | Münster           | 01 (Tecklembourg-Steinfurt-Ahaus) | Carl Herold                              |       | ZEN               |
| Royaume de Prusse (Westphalie)            | Münster           | 02 (Münster-Coesfeld) | Clemens Heereman von Zuydwyck            |       | ZEN               |
| Royaume de Prusse (Westphalie)            | Münster           | 03 (Borken-Recklinghausen) | Jakob Euler                              |       | ZEN               |
| Royaume de Prusse (Westphalie)            | Münster           | 04 (Lüdinghausen-Beckum-Warendorf) | Heinrich Wattendorf                      |       | ZEN               |
| Royaume de Prusse (Westphalie)            | Minden            | 01 (Minden-Lübbecke) | Waldemar von Roon                        |       | DKP               |
| Royaume de Prusse (Westphalie)            | Minden            | 02 (Herford-Halle-en-Westphalie) | Ludwig Quentin                           |       | NLP               |
| Royaume de Prusse (Westphalie)            | Minden            | 03 (Bielefeld-Wiedenbrück) | Heinrich Humann                          |       | ZEN               |
| Royaume de Prusse (Westphalie)            | Minden            | 04 (Paderborn-Büren) | Heinrich Hesse                           |       | ZEN               |
| Royaume de Prusse (Westphalie)            | Minden            | 05 (Höxter-Warburg) | Otto Schmidt                             |       | ZEN               |
| Royaume de Prusse (Westphalie)            | Arnsberg          | 01 (Wittgenstein-Siegen-Biedenkopf) | Adolf Stoecker                           |       | Antisémite (CSP)  |
| Royaume de Prusse (Westphalie)            | Arnsberg          | 02 (Olpe-Arnsberg-Meschede) | Johannes Fusangel                        |       | ZEN               |
| Royaume de Prusse (Westphalie)            | Arnsberg          | 03 (Altena-Iserlohn-Lüdenscheid) | Julius Lenzmann                          |       | FVp               |
| Royaume de Prusse (Westphalie)            | Arnsberg          | 04 (Hagen-Schwelm-Witten) | Eugen Richter                            |       | FVp               |
| Royaume de Prusse (Westphalie)            | Arnsberg          | 05 (Bochum-Gelsenkirchen-Hattingen-Herne) | Hermann Franken                          |       | NLP               |
| Royaume de Prusse (Westphalie)            | Arnsberg          | 06 (Dortmund-Hörde) | Alexander Hilbck                         |       | NLP               |
| Royaume de Prusse (Westphalie)            | Arnsberg          | 07 (Hamm-Soest) | Heinrich Schulze-Steinen                 |       | NLP               |
| Royaume de Prusse (Westphalie)            | Arnsberg          | 08 (Lippstadt-Brilon) | Wilhelm Schwarze                         |       | ZEN               |
| Royaume de Prusse (Hesse-Nassau)          | Wiesbaden         | 01 (Haut-Taunus-Höchst-Usingen) | Richard Müller                           |       | ZEN               |
| Royaume de Prusse (Hesse-Nassau)          | Wiesbaden         | 02 (Wiesbaden-Rheingau-Bas-Taunus) | Louis Wintermeyer                        |       | FVp               |
| Royaume de Prusse (Hesse-Nassau)          | Wiesbaden         | 03 (Saint-Goarshausen-Bas-Westerwald) | Ernst Lieber                             |       | ZEN               |
| Royaume de Prusse (Hesse-Nassau)          | Wiesbaden         | 04 (Limbourg-Haute-Lahn-Basse-Lahn) | Peter Cahensly                           |       | ZEN               |
| Royaume de Prusse (Hesse-Nassau)          | Wiesbaden         | 05 (Dill-Haut-Westerwald) | Heinrich Hofmann                         |       | NLP               |
| Royaume de Prusse (Hesse-Nassau)          | Wiesbaden         | 06 (Francfort-sur-le-Main) | Wilhelm Schmidt                          |       | SPD               |
| Royaume de Prusse (Hesse-Nassau)          | Cassel            | 01 (Comté de Schaumbourg-Hofgeismar-Wolfhagen) | Georg Wilhelm Vielhaben                  |       | Antisémite (DSRP) |
| Royaume de Prusse (Hesse-Nassau)          | Cassel            | 02 (Cassel-Melsungen) | Friedrich Carl Endemann                  |       | NLP               |
| Royaume de Prusse (Hesse-Nassau)          | Cassel            | 03 (Fritzlar-Homberg-Ziegenhain) | Max Liebermann von Sonnenberg            |       | Antisémite (DSRP) |
| Royaume de Prusse (Hesse-Nassau)          | Cassel            | 04 (Eschwege-Seigneurie de Schmalkalden-Witzenhausen) | Hermann von Christen                     |       | DRP               |
| Royaume de Prusse (Hesse-Nassau)          | Cassel            | 05 (Marbourg-Frankenberg-Kirchhain) | Otto Böckel                              |       | Antisémite (AVP)  |
| Royaume de Prusse (Hesse-Nassau)          | Cassel            | 06 (Hersfeld-Rotenburg-sur-la-Fulda-Hünfeld) | Ludwig Werner                            |       | Antisémite (DSRP) |
| Royaume de Prusse (Hesse-Nassau)          | Cassel            | 07 (Fulda-Schlüchtern-Gersfeld) | Carl Herold                              |       | ZEN               |
| Royaume de Prusse (Hesse-Nassau)          | Cassel            | 08 (Hanau-Gelnhausen) | Gustav Hoch                              |       | SPD               |
| Royaume de Prusse (Rhénanie)              | Cologne           | 01 (Cologne-Ville) | Karl Trimborn                            |       | ZEN               |
| Royaume de Prusse (Rhénanie)              | Cologne           | 02 (Cologne-Campagne) | Theodor Pingen                           |       | ZEN               |
| Royaume de Prusse (Rhénanie)              | Cologne           | 03 (Bergheim-sur-l'Erft-Euskirchen) | Johann Adolf Breuer                      |       | ZEN               |
| Royaume de Prusse (Rhénanie)              | Cologne           | 04 (Rheinbach-Bonn) | Peter Spahn                              |       | ZEN               |
| Royaume de Prusse (Rhénanie)              | Cologne           | 05 (Sieg-Waldbröl) | Joseph Lingens                           |       | ZEN               |
| Royaume de Prusse (Rhénanie)              | Cologne           | 06 (Mülheim-sur-le-Rhin-Gummersbach-Wipperfürth) | Hermann de Witt                          |       | ZEN               |
| Royaume de Prusse (Rhénanie)              | Düsseldorf        | 01 (Remscheid-Lennep-Mettmann) | Otto Fischbeck                           |       | FVp               |
| Royaume de Prusse (Rhénanie)              | Düsseldorf        | 02 (Elberfeld-Barmen) | Hermann Molkenbuhr                       |       | SPD               |
| Royaume de Prusse (Rhénanie)              | Düsseldorf        | 03 (Solingen) | Louis Sabin                              |       | Sans étiquette    |
| Royaume de Prusse (Rhénanie)              | Düsseldorf        | 04 (Düsseldorf) | Theodor Kirsch                           |       | ZEN               |
| Royaume de Prusse (Rhénanie)              | Düsseldorf        | 05 (Essen-Ville) | Gerhard Stötzel                          |       | ZEN               |
| Royaume de Prusse (Rhénanie)              | Düsseldorf        | 06 (Duisbourg-Mülheim-Ruhrort-Oberhausen) | Theodor Möller                           |       | NLP               |
| Royaume de Prusse (Rhénanie)              | Düsseldorf        | 07 (Moers-Rees) | Karl Fritzen                             |       | ZEN               |
| Royaume de Prusse (Rhénanie)              | Düsseldorf        | 08 (Clèves-Gueldre) | Eduard Marcour                           |       | ZEN               |
| Royaume de Prusse (Rhénanie)              | Düsseldorf        | 09 (Kempen) | Aloys Fritzen                            |       | ZEN               |
| Royaume de Prusse (Rhénanie)              | Düsseldorf        | 10 (Gladbach) | Franz Hitze                              |       | ZEN               |
| Royaume de Prusse (Rhénanie)              | Düsseldorf        | 11 (Krefeld) | Karl Bachem                              |       | ZEN               |
| Royaume de Prusse (Rhénanie)              | Düsseldorf        | 12 (Neuss-Grevenbroich) | Balthasar Rath                           |       | ZEN               |
| Royaume de Prusse (Rhénanie)              | Coblence          | 01 (Wetzlar-Altenkirchen) | Heinrich Kraemer                         |       | NLP               |
| Royaume de Prusse (Rhénanie)              | Coblence          | 02 (Neuwied) | Hermann Joseph Bender                    |       | ZEN               |
| Royaume de Prusse (Rhénanie)              | Coblence          | 03 (Coblence-Saint-Goar) | Georg Wellstein                          |       | ZEN               |
| Royaume de Prusse (Rhénanie)              | Coblence          | 04 (Kreuznach-Simmern) | Ludwig von Cuny                          |       | NLP               |
| Royaume de Prusse (Rhénanie)              | Coblence          | 05 (Mayen-Ahrweiler) | Peter Wallenborn                         |       | ZEN               |
| Royaume de Prusse (Rhénanie)              | Coblence          | 06 (Adenau-Cochem-Zell) | Andreas von Grand-Ry                     |       | ZEN               |
| Royaume de Prusse (Rhénanie)              | Trèves            | 01 (Daun-Bitburg-Prüm) | Wilhelm Broekmann                        |       | ZEN               |
| Royaume de Prusse (Rhénanie)              | Trèves            | 02 (Wittlich-Bernkastel) | Christian Dieden                         |       | ZEN               |
| Royaume de Prusse (Rhénanie)              | Trèves            | 03 (Trèves) | Victor Rintelen                          |       | ZEN               |
| Royaume de Prusse (Rhénanie)              | Trèves            | 04 (Sarrelouis-Merzig-Sarrebourg) | Hermann Roeren                           |       | ZEN               |
| Royaume de Prusse (Rhénanie)              | Trèves            | 05 (Sarrebruck) | Heinrich Boltz                           |       | NLP               |
| Royaume de Prusse (Rhénanie)              | Trèves            | 06 (Ottweiler-Saint-Wendel-Meisenheim) | Carl Ferdinand von Stumm-Halberg         |       | DRP               |
| Royaume de Prusse (Rhénanie)              | Aix-la-Chapelle   | 01 (Schleiden-Malmedy-Montjoie) | Franz von Arenberg                       |       | ZEN               |
| Royaume de Prusse (Rhénanie)              | Aix-la-Chapelle   | 02 (Eupen-Aix-la-Chapelle-Campagne) | Georg Friedrich Dasbach                  |       | ZEN               |
| Royaume de Prusse (Rhénanie)              | Aix-la-Chapelle   | 03 (Aix-la-Chapelle-Ville) | Philipp Hille                            |       | ZEN               |
| Royaume de Prusse (Rhénanie)              | Aix-la-Chapelle   | 04 (Düren-Juliers) | Alfred von Hompesch                      |       | ZEN               |
| Royaume de Prusse (Rhénanie)              | Aix-la-Chapelle   | 05 (Geilenkirchen-Heinsberg-Erkelenz) | Anton Opfergelt                          |       | ZEN               |
| Royaume de Prusse (Hohenzollern)          | Sigmaringen       | 01 (Sigmaringen-Hechingen) | Lambert Bumiller                         |       | ZEN               |
| Royaume de Bavière                        | Haute-Bavière     | 01 (Munich I (Altstadt-Lehel-Maxvorstadt) | Johann Schwarz                           |       | Sans étiquette    |
| Royaume de Bavière                        | Haute-Bavière     | 02 (Munich II (Isarvorstadt-Ludwigsvorstadt-Au-Haidhausen-Giesing) -Munich-Campagne-Starnberg-Wolfratshausen | Georg von Vollmar                        |       | SPD               |
| Royaume de Bavière                        | Haute-Bavière     | 03 (Aichach-Friedberg-Dachau-Schrobenhausen) | Franz Beck                               |       | ZEN               |
| Royaume de Bavière                        | Haute-Bavière     | 04 (Ingolstadt-Freising-Pfaffenhofen) | Josef Aichbichler                        |       | ZEN               |
| Royaume de Bavière                        | Haute-Bavière     | 05 (Wasserburg-Erding-Mühldorf) | Josef Lanzinger                          |       | BB                |
| Royaume de Bavière                        | Haute-Bavière     | 06 (Weilheim-Werdenfels-Bruck-Landsberg-Schongau) | Klemens von Thünefeld                    |       | ZEN               |
| Royaume de Bavière                        | Haute-Bavière     | 07 (Rosenheim-Ebersberg-Miesbach-Tölz) | Balthasar Ranner                         |       | ZEN               |
| Royaume de Bavière                        | Haute-Bavière     | 08 (Traunstein-Laufen-Berchtesgaden-Altötting) | Anton Lehemeir                           |       | ZEN               |
| Royaume de Bavière                        | Basse-Bavière     | 01 (Landshut-Dingolfing-Vilsbiburg) | Michael Mayer                            |       | ZEN               |
| Royaume de Bavière                        | Basse-Bavière     | 02 (Straubing-Bogen-Landau-Vilshofen) | Franz Xaver Eßlinger                     |       | BB                |
| Royaume de Bavière                        | Basse-Bavière     | 03 (Passau-Wegscheid-Wolfstein-Grafenau) | Franz Seraph Pichler                     |       | ZEN               |
| Royaume de Bavière                        | Basse-Bavière     | 04 (Pfarrkirchen-Eggenfelden-Griesbach) | Benedikt Bachmeier                       |       | BB                |
| Royaume de Bavière                        | Basse-Bavière     | 05 (Deggendorf-Regen-Viechtach-Kötzting) | Georg Ratzinger                          |       | BB                |
| Royaume de Bavière                        | Basse-Bavière     | 06 (Kelheim-Regen-Rottenburg-Mallersdorf) | Josef Aigner                             |       | ZEN               |
| Royaume de Bavière                        | Palatinat         | 01 (Spire-Ludwigshafen-Frankenthal) | Franz Josef Ehrhart                      |       | SPD               |
| Royaume de Bavière                        | Palatinat         | 02 (Landau-Neustadt-en-Haardt) | Andreas Deinhard                         |       | NLP               |
| Royaume de Bavière                        | Palatinat         | 03 (Germersheim-Bergzabern) | Carl Gander                              |       | NLP               |
| Royaume de Bavière                        | Palatinat         | 04 (Deux-Ponts-Pirmasens) | Louis Leinenweber                        |       | NLP               |
| Royaume de Bavière                        | Palatinat         | 05 (Hombourg-Kusel) | Georg Fitz                               |       | NLP               |
| Royaume de Bavière                        | Palatinat         | 06 (Kaiserslautern-Kirchheimbolanden) | Gustav Roesicke                          |       | BDL               |
| Royaume de Bavière                        | Haut-Palatinat    | 01 (Ratisbonne-Burglengenfeld-Stadtamhof) | Karl Ritter von Lama                     |       | ZEN               |
| Royaume de Bavière                        | Haut-Palatinat    | 02 (Amberg-Nabburg-Sulzbach-Eschenbach) | Franz Xaver Lerno                        |       | ZEN               |
| Royaume de Bavière                        | Haut-Palatinat    | 03 (Neumarkt-Velburg-Hemau) | Anton Kohl                               |       | ZEN               |
| Royaume de Bavière                        | Haut-Palatinat    | 04 (Neunburg-Waldmünchen-Cham-Roding) | Josef Witzlsperger                       |       | ZEN               |
| Royaume de Bavière                        | Haut-Palatinat    | 05 (Neustadt-sur-la-Waldnaab-Vohenstrauß-Tirschenreuth) | Georg Heim                               |       | ZEN               |
| Royaume de Bavière                        | Haute-Franconie   | 01 (Hof-Naila-Rehau-Münchberg) | Walther Münch-Ferber                     |       | NLP               |
| Royaume de Bavière                        | Haute-Franconie   | 02 (Bayreuth-Wunsiedel-Berneck) | Ludwig von Fischer                       |       | NLP               |
| Royaume de Bavière                        | Haute-Franconie   | 03 (Forchheim-Kulmbach-Pegnitz-Ebermannstadt) | Philipp Bayer                            |       | ZEN               |
| Royaume de Bavière                        | Haute-Franconie   | 04 (Kronach-Staffelstein-Lichtenfels-Stadtsteinach-Teuschnitz) | Philipp Brückner                         |       | ZEN               |
| Royaume de Bavière                        | Haute-Franconie   | 05 (Bamberg-Höchstadt) | Franz Xaver Schädler                     |       | ZEN               |
| Royaume de Bavière                        | Moyenne-Franconie | 01 (Nuremberg) | Karl Michael Oertel                      |       | SPD               |
| Royaume de Bavière                        | Moyenne-Franconie | 02 (Erlangen-Fürth-Hersbruck) | Martin Segitz                            |       | SPD               |
| Royaume de Bavière                        | Moyenne-Franconie | 03 (Ansbach-Schwabach-Heilsbronn) | Simon Eckart                             |       | DtVP              |
| Royaume de Bavière                        | Moyenne-Franconie | 04 (Eichstätt-Beilngries-Weissembourg) | Karl Friedrich Speck                     |       | ZEN               |
| Royaume de Bavière                        | Moyenne-Franconie | 05 (Dinkelsbühl-Gunzenhausen-Feuchtwangen) | Tobias Nißler                            |       | DKP               |
| Royaume de Bavière                        | Moyenne-Franconie | 06 (Rothembourg-sur-la-Tauber-Neustadt-sur-l'Aisch) | Leonhard Hilpert                         |       | BB                |
| Royaume de Bavière                        | Basse-Franconie   | 01 (Aschaffenbourg-Alzenau-Obernburg-Miltenberg) | Liborius Gerstenberger                   |       | ZEN               |
| Royaume de Bavière                        | Basse-Franconie   | 02 (Kitzingen-Gerolzhofen-Ochsenfurt) | Luitpold Baumann                         |       | ZEN               |
| Royaume de Bavière                        | Basse-Franconie   | 03 (Lohr-Karlstadt-Hamelbourg-Marktheidenfeld-Gemünden) | Franz Werthmann                          |       | ZEN               |
| Royaume de Bavière                        | Basse-Franconie   | 04 (Neustadt-sur-la-Saale-Brückenau-Mellrichstadt-Königshofen-Kissingen) | Josef Moritz                             |       | ZEN               |
| Royaume de Bavière                        | Basse-Franconie   | 05 (Schweinfurt-Haßfurt-Ebern) | Nikolaus Holzapfel                       |       | ZEN               |
| Royaume de Bavière                        | Basse-Franconie   | 06 (Wurtzbourg) | Michael Lurz                             |       | ZEN               |
| Royaume de Bavière                        | Souabe            | 01 (Augsbourg-Wertingen) | August Wörle                             |       | ZEN               |
| Royaume de Bavière                        | Souabe            | 02 (Donauwörth-Nördlingen-Neubourg) | Melchior Weißenhagen                     |       | ZEN               |
| Royaume de Bavière                        | Souabe            | 03 (Dillingen-Guntzbourg-Zusmarshausen) | Eugen Jäger                              |       | ZEN               |
| Royaume de Bavière                        | Souabe            | 04 (Illertissen-Neu-Ulm-Memmingen-Krumbach) | Georg von Hertling                       |       | ZEN               |
| Royaume de Bavière                        | Souabe            | 05 (Kaufbeuren-Mindelheim-Oberdorf-Füssen) | Karl Linder                              |       | ZEN               |
| Royaume de Bavière                        | Souabe            | 06 (Immenstadt-Sonthofen-Kempten-en-Allgäu-Lindau) | Alois Schmid                             |       | ZEN               |
| Royaume de Saxe                           |                   | 01 (Zittau) | Edmund Fischer                           |       | SPD               |
| Royaume de Saxe                           |                   | 02 (Löbau) | Carl Adalbert Förster                    |       | DKP               |
| Royaume de Saxe                           |                   | 03 (Bautzen-Kamenz-Bischofswerda) | Heinrich Gräfe                           |       | Antisémite (DSRP) |
| Royaume de Saxe                           |                   | 04 (Dresde-rive-droite-Radeberg-Radeburg) | August Kaden                             |       | SPD               |
| Royaume de Saxe                           |                   | 05 (Dresde-rive-gauche) | Georg Gradnauer                          |       | SPD               |
| Royaume de Saxe                           |                   | 06 (Dresde-Campagne-Dippoldiswalde) | Georg Horn                               |       | SPD               |
| Royaume de Saxe                           |                   | 07 (Meissen-Großenhain-Riesa) | Gustav Gäbel                             |       | Antisémite (DSRP) |
| Royaume de Saxe                           |                   | 08 (Pirna-Sebnitz) | Carl Friedrich Lotze                     |       | Antisémite (DSRP) |
| Royaume de Saxe                           |                   | 09 (Freiberg-Hainichen) | Georg Oertel                             |       | DKP               |
| Royaume de Saxe                           |                   | 10 (Döbeln-Nossen-Leisnig) | Adolf Lehr                               |       | NLP               |
| Royaume de Saxe                           |                   | 11 (Oschatz-Wurzen-Grimma) | Friedrich Wilhelm Hauffe                 |       | DKP               |
| Royaume de Saxe                           |                   | 12 (Leipzig-Ville) | Ernst Hasse                              |       | NLP               |
| Royaume de Saxe                           |                   | 13 (Leipzig-Campagne-Taucha-Markranstädt-Zwenkau) | Friedrich Geyer                          |       | SPD               |
| Royaume de Saxe                           |                   | 14 (Borna-Geithain-Rochlitz) | Arnold Woldemar von Frege-Weltzien       |       | DKP               |
| Royaume de Saxe                           |                   | 15 (Mittweida-Frankenberg-Augustusburg) | Friedrich Uhlemann                       |       | NLP               |
| Royaume de Saxe                           |                   | 16 (Chemnitz) | Max Schippel                             |       | SPD               |
| Royaume de Saxe                           |                   | 17 (Glauchau-Meerane-Hohenstein-Ernstthal) | Ignaz Auer                               |       | SPD               |
| Royaume de Saxe                           |                   | 18 (Zwickau-Crimmitschau-Werdau) | Karl Wilhelm Stolle                      |       | SPD               |
| Royaume de Saxe                           |                   | 19 (Stollberg-Schneeberg) | Julius Seifert                           |       | SPD               |
| Royaume de Saxe                           |                   | 20 (Marienberg-Zschopau) | Emil Rosenow                             |       | SPD               |
| Royaume de Saxe                           |                   | 21 (Annaberg-Schwarzenberg-Johanngeorgenstadt) | Arthur Esche                             |       | NLP               |
| Royaume de Saxe                           |                   | 22 (Auerbach-Zschopau) | Franz Hofmann                            |       | SPD               |
| Royaume de Saxe                           |                   | 23 (Plauen-Oelsnitz-Klingenthal) | Wilhelm Zeidler                          |       | DKP               |
| Royaume de Wurtemberg                     |                   | 01 (Stuttgart) | Karl Kloß                                |       | SPD               |
| Royaume de Wurtemberg                     |                   | 02 (Cannstatt-Louisbourg-Marbach-Waiblingen) | Johannes von Hieber                      |       | NLP               |
| Royaume de Wurtemberg                     |                   | 03 (Heilbronn-Besigheim-Brackenheim-Neckarsulm) | Paul Hegelmaier                          |       | DRP               |
| Royaume de Wurtemberg                     |                   | 04 (Böblingen-Vaihingen-Leonberg-Maulbronn) | Friedrich Haußmann                       |       | DtVP              |
| Royaume de Wurtemberg                     |                   | 05 (Esslingen-Nürtingen-Kirchheim-Urach) | Hermann Brodbeck                         |       | DtVP              |
| Royaume de Wurtemberg                     |                   | 06 (Reutlingen-Tübingen-Rottenburg) | Friedrich von Payer                      |       | DtVP              |
| Royaume de Wurtemberg                     |                   | 07 (Nagold-Calw-Neuenbürg-Herrenberg) | Friedrich Schrempf                       |       | DKP               |
| Royaume de Wurtemberg                     |                   | 08 (Freudenstadt-Horb-Oberndorf-Sulz) | Peter Mauser                             |       | NLP               |
| Royaume de Wurtemberg                     |                   | 09 (Balingen-Rottweil-Spaichingen-Tuttlingen) | Conrad Haußmann                          |       | DtVP              |
| Royaume de Wurtemberg                     |                   | 10 (Gmünd-Göppingen-Welzheim-Schorndorf) | Theodor Kettner                          |       | NLP               |
| Royaume de Wurtemberg                     |                   | 11 (Hall-Backnang-Öhringen-Weinsberg) | Leonhard Hoffmann                        |       | DtVP              |
| Royaume de Wurtemberg                     |                   | 12 (Gerabronn-Crailsheim-Mergentheim-Künzelsau) | Wilhelm Augst                            |       | DtVP              |
| Royaume de Wurtemberg                     |                   | 13 (Aalen-Gaildorf-Neresheim-Ellwangen) | Theodor Hofmann                          |       | ZEN               |
| Royaume de Wurtemberg                     |                   | 14 (Ulm-Heidenheim-Geislingen) | Hans Haehnle                             |       | DtVP              |
| Royaume de Wurtemberg                     |                   | 15 (Ehingen-Blaubeuren-Laupheim-Münsingen) | Adolf Gröber                             |       | ZEN               |
| Royaume de Wurtemberg                     |                   | 16 (Biberach-Leutkirch-Waldsee-Wangen) | Gebhard Braun                            |       | ZEN               |
| Royaume de Wurtemberg                     |                   | 17 (Ravensbourg-Tettnang-Saulgau-Riedlingen) | Alfred Rembold                           |       | ZEN               |
| Grand-duché de Bade                       |                   | 01 (Constance-Überlingen-Stockach) | Friedrich Hug                            |       | ZEN               |
| Grand-duché de Bade                       |                   | 02 (Donaueschingen-Villingen) | Friedrich Faller                         |       | NLP               |
| Grand-duché de Bade                       |                   | 03 (Waldshut-Säckingen-Neustadt-en-Forêt-Noire) | Joseph Schuler                           |       | ZEN               |
| Grand-duché de Bade                       |                   | 04 (Lörrach-Müllheim) | Ernst Blankenhorn                        |       | NLP               |
| Grand-duché de Bade                       |                   | 05 (Fribourg-Emmendingen) | Ludwig Marbe                             |       | ZEN               |
| Grand-duché de Bade                       |                   | 06 (Lahr-Wolfach) | Friedrich Schaettgen                     |       | ZEN               |
| Grand-duché de Bade                       |                   | 07 (Offenbourg-Kehl) | Maximilian Wilhelm Reichert              |       | ZEN               |
| Grand-duché de Bade                       |                   | 08 (Rastatt-Bühl-Baden-Baden) | Franz Xaver Lender                       |       | ZEN               |
| Grand-duché de Bade                       |                   | 09 (Pforzheim-Ettlingen) | Alfred Agster                            |       | SPD               |
| Grand-duché de Bade                       |                   | 10 (Karlsruhe-Bruchsal) | Adolf Geck                               |       | SPD               |
| Grand-duché de Bade                       |                   | 11 (Mannheim) | August Dreesbach                         |       | SPD               |
| Grand-duché de Bade                       |                   | 12 (Heidelberg-Mosbach) | Anton Josef Beck                         |       | NLP               |
| Grand-duché de Bade                       |                   | 13 (Bretten-Sinsheim) | Carl Lucke                               |       | BDL               |
| Grand-duché de Bade                       |                   | 14 (Tauberbischofsheim-Buchen) | Johann Anton Zehnter                     |       | ZEN               |
| Grand-duché de Hesse                      |                   | 01 (Giessen) | Philipp Köhler                           |       | Antisémite (DSRP) |
| Grand-duché de Hesse                      |                   | 02 (Friedberg-Büdingen) | Waldemar von Oriola                      |       | NLP               |
| Grand-duché de Hesse                      |                   | 03 (Lauterbach-Alsfeld-Schotten) | Friedrich Bindewald                      |       | Antisémite (DSRP) |
| Grand-duché de Hesse                      |                   | 04 (Darmstadt-Groß-Gerau) | Balthasar Cramer                         |       | SPD               |
| Grand-duché de Hesse                      |                   | 05 (Offenbach-Dieburg) | Carl Ulrich                              |       | SPD               |
| Grand-duché de Hesse                      |                   | 06 (Erbach-Bensheim) | Wilhelm Haas                             |       | NLP               |
| Grand-duché de Hesse                      |                   | 07 (Worms-Heppenheim) | Cornelius Wilhelm von Heyl zu Herrnsheim |       | NLP               |
| Grand-duché de Hesse                      |                   | 08 (Bingen-Alzey) | Reinhart Schmidt                         |       | FVp               |
| Grand-duché de Hesse                      |                   | 09 (Mayence-Oppenheim) | Adam Joseph Schmitt                      |       | ZEN               |
| Grand-duché de Mecklembourg-Schwerin      |                   | 01 (Hagenow-Toddin-Bakendorf-Lübtheen-Grevesmühlen -Grevesmühlen-Plüschow-Wittenburg-Walsmühlen-Zarrentin-Wittenburg) | Meno Rettich                             |       | DKP               |
| Grand-duché de Mecklembourg-Schwerin      |                   | 02 (Schwerin-Chevalerie-Schwerin-Domaine-Crivitz-Chevalerie -Crivitz-Domaine-Wismar-Poel-Mecklembourg-Redentin-Gadebusch -Gadebusch-Rehna-Mecklembourg-Sternberg -Warin-Neukloster-Sternberg-Tempzin)                       | Otto Büsing                              |       | NLP               |
| Grand-duché de Mecklembourg-Schwerin      |                   | 03 (Boizenburg-Chevalerie-Boizenburg-Domaine-Dobbertin-Dömitz -Goldberg-Grabow-Grabow-Eldena-Lübz-Lübz-Marnitz -Neustadt-en-Mecklembourg-Abbaye-Neustadt-en-Mecklembourg-Chevalerie -Neustadt-en-Mecklembourg-Domaine-Plau) | Hermann Pachnicke                        |       | FVg               |
| Grand-duché de Mecklembourg-Schwerin      |                   | 04 (Gnoien-Dargun-Gnoien-Neukalen-Ivenack-Malchow-Neukalen -Stavenhagen-Chevalerie-Stavenhagen-Domaine-Wredenhagen-Chevalerie -Wredenhagen-Domaine)                                                                         | Ludolf von Maltzan                       |       | DKP               |
| Grand-duché de Mecklembourg-Schwerin      |                   | 05 (Bützow-Chevalerie-Bützow-Domaine-Bützow-Rühn-Doberan -Ribnitz-Abbaye-Ribnitz-Chevalerie-Ribnitz-Domaine -Toitenwinkel zu Rostock)                                                                                       | Joseph Herzfeld                          |       | SPD               |
| Grand-duché de Mecklembourg-Schwerin      |                   | 06 (Güstrow-Rossewitz-Güstrow-Schwaan-Chevalerie-Schwaan-Domaine) | Carl von Treuenfels                      |       | DKP               |
| Grand-duché de Saxe-Weimar-Eisenach       |                   | 01 (Weimar-Apolda) | August Baudert                           |       | SPD               |
| Grand-duché de Saxe-Weimar-Eisenach       |                   | 02 (Eisenach-Dermbach) | Wilhelm Casselmann                       |       | FVp               |
| Grand-duché de Saxe-Weimar-Eisenach       |                   | 03 (Iéna-Neustadt-sur-l'Orla) | Ernst Bassermann                         |       | NLP               |
| Grand-duché de Mecklembourg-Strelitz      |                   | 01 (Neustrelitz, Neubrandenbourg-Schönberg) | Rudolf Nauck                             |       | DRP               |
| Grand-duché d'Oldenbourg                  |                   | 01 (Oldenbourg-Eutin-Birkenfeld) | Carl Bargmann                            |       | FVp               |
| Grand-duché d'Oldenbourg                  |                   | 02 (Jever-Rüstringen-Brake-Westerstede-Varel-Elsfleth-Butjadingen) | Albert Traeger                           |       | FVp               |
| Grand-duché d'Oldenbourg                  |                   | 03 (Vechta-Delmenhorst-Cloppenburg-Wildeshausen-Friesoythe) | Ferdinand Heribert von Galen             |       | ZEN               |
| Duché de Brunswick                        |                   | 01 (Brunswick-Blankenburg) | Wilhelm Blos                             |       | SPD               |
| Duché de Brunswick                        |                   | 02 (Helmstedt-Wolfenbüttel) | Fritz von Kaufmann                       |       | NLP               |
| Duché de Brunswick                        |                   | 03 (Holzminden-Gandersheim) | Kurd von Damm                            |       | SPD               |
| Duché de Saxe-Meiningen                   |                   | 01 (Meiningen-Hildburghausen) | Ernst Müller-Meiningen                   |       | FVp               |
| Duché de Saxe-Meiningen                   |                   | 02 (Sonneberg-Saalfeld) | Hermann Paul Reißhaus                    |       | SPD               |
| Duché de Saxe-Altenbourg                  |                   | 01 (Altenbourg-Roda) | Hermann von Bloedau                      |       | BDL               |
| Duché de Saxe-Cobourg et Gotha            |                   | 01 (Cobourg) | Hermann Beckh                            |       | FVp               |
| Duché de Saxe-Cobourg et Gotha            |                   | 02 (Gotha) | Wilhelm Bock                             |       | SPD               |
| Duché d'Anhalt                            |                   | 01 (Dessau-Zerbst) | Richard Roesicke                         |       | FVg               |
| Duché d'Anhalt                            |                   | 02 (Bernbourg-Köthen-Ballenstedt) | Adolf Albrecht                           |       | SPD               |
| Principauté de Schwarzbourg-Rudolstadt    |                   | 01 (Königsee-Frankenhausen) | Eduard Müller                            |       | NLP               |
| Principauté de Schwarzbourg-Sondershausen |                   | 01 (Sondershausen-Arnstadt-Gehren-Ebeleben) | Carl Boerner                             |       | NLP               |
| Principauté de Waldeck-Pyrmont            |                   | 01 (Eider-Twiste-Eisenberg-Pyrmont) | Julius Conrad Müller                     |       | Antisémite (DSRP) |
| Principauté de Reuss branche aînée        |                   | 01 (Greiz-Burgk) | Karl Hermann Förster                     |       | SPD               |
| Principauté Reuss branche cadette         |                   | 01 (Gera-Schleiz) | Emanuel Wurm                             |       | SPD               |
| Principauté de Schaumbourg-Lippe          |                   | 01 (Bückeburg-Stadthagen) | Albert Biesantz                          |       | FVp               |
| Principauté de Lippe                      |                   | 01 (Blomberg-Brake-Detmold-Lipperode-Cappel-Schötmar) | Wilhelm Meier-Jobst                      |       | FVp               |
| Lübeck                                    |                   | 01 (Lübeck) | Theodor Schwartz                         |       | SPD               |
| Brême                                     |                   | 01 (Brême-Bremerhaven) | Hermann Frese                            |       | FVg               |
| Hambourg                                  |                   | 01 (Neustadt-Sankt Pauli) | August Bebel                             |       | SPD               |
| Hambourg                                  |                   | 02 (Altstadt-Saint-Georges-Hammerbrook) | Johann Heinrich Wilhelm Dietz            |       | SPD               |
| Hambourg                                  |                   | 03 (Hambourg-Campagne-Landherrenschaften) | Wilhelm Metzger                          |       | SPD               |
| Alsace-Lorraine                           |                   | 01 (Altkirch-Thann) | Landelin Winterer                        |       | Catholique        |
| Alsace-Lorraine                           |                   | 02 (Mulhouse) | Fernand Bueb                             |       | SPD               |
| Alsace-Lorraine                           |                   | 03 (Colmar) | Jacques Preiss                           |       | Catholique        |
| Alsace-Lorraine                           |                   | 04 (Guebwiller) | Alphonse Roellinger                      |       | Catholique        |
| Alsace-Lorraine                           |                   | 05 (Ribeauvillé) | Émile Wetterlé                           |       | Catholique        |
| Alsace-Lorraine                           |                   | 06 (Sélestat) | Ignaz Spies                              |       | Catholique        |
| Alsace-Lorraine                           |                   | 07 (Molsheim-Erstein) | Nicolas Delsor                           |       | Catholique        |
| Alsace-Lorraine                           |                   | 08 (Strasbourg-Ville) | Adolf Riff                               |       | FVg               |
| Alsace-Lorraine                           |                   | 09 (Strasbourg-Campagne) | Karl Hauss                               |       | Catholique        |
| Alsace-Lorraine                           |                   | 10 (Hagenau-Wissembourg) | Alexandre de Hohenlohe-Schillingsfürst   |       | DKP               |
| Alsace-Lorraine                           |                   | 11 (Saverne) | Jean Hoeffel                             |       | DRP               |
| Alsace-Lorraine                           |                   | 12 (Sarreguemines-Forbach) | François Xavier de Schmid                |       | DKP               |
| Alsace-Lorraine                           |                   | 13 (Boulay-Thionville-Est-Thionville-Ouest) | Jean-Pierre Mérot                        |       | Bloc lorrain      |
| Alsace-Lorraine                           |                   | 14 (Metz-Ville-Metz-Campagne) | Louis Pierson                            |       | Bloc lorrain      |
| Alsace-Lorraine                           |                   | 15 (Sarrebourg-Château-Salins) | Pierre Küchly                            |       | Catholique        |